# Inmarsat

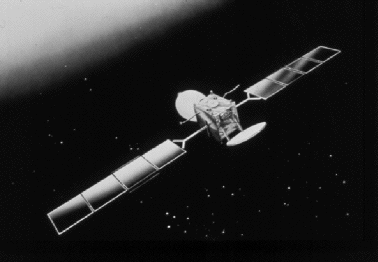
Satelita Inmarsat-3

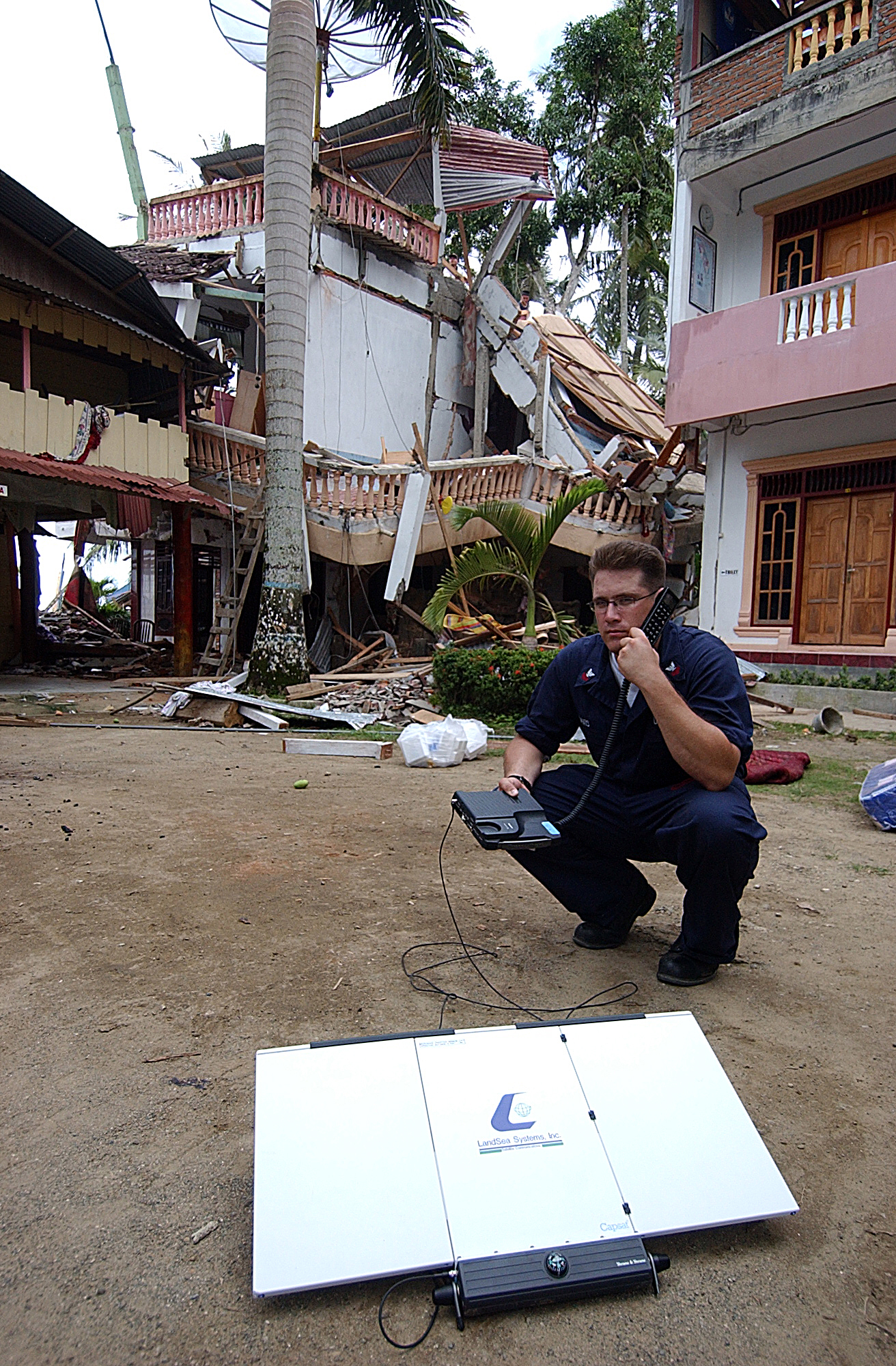
Telefon satelitarny systemu Inmarsat

Inmarsat (skrót od International Maritime Satellite) – organizacja utworzona w 1979 roku przez Międzynarodową Organizację Morską (International Maritime Organization) – wyspecjalizowaną agendę ONZ-u. Jej zadaniem miało być zapewnienie komunikacji statkom. Komunikacja miała się odbywać za pośrednictwem satelitów geostacjonarnych.

## Działalność
Początkowo Inmarsat wynajmował satelity. Od 1983 roku korzysta z własnych. Obsługiwane są z ponad dwudziestu stacji naziemnych. W kwietniu 1999 dokonano prywatyzacji Inmarsatu, który od tego czasu podlega kontroli International Mobile Satellite Organization (IMSO). Akcje Inmarsatu są notowane na giełdzie w Londynie (London Stock Exchange) i wchodzą w skład wskaźnika FTSE 250.
System satelitów Inmarsat składa się z dwunastu sztucznych satelitów (z tego jedenaście działających) znajdujących się na orbicie geostacjonarnej. Tworzą one sieć umożliwiającą komunikację z prawie każdym punktem na kuli ziemskiej (z wyjątkiem okolic podbiegunowych). Trzy z satelitów znajdują się nad Europą. Od 1996 roku satelity wyposażone są w transpondery umożliwiające dokładniejsze określanie położenia odbiornika na Ziemi (EGNOS) w ramach systemu GPS i Galileo – (EGNOS).
W celu uzyskania połączenia z satelitą musi na niego zostać skierowana specjalna antena paraboliczna (w niektórych wypadkach może zostać użyta prosta antena).
Współczesne odbiorniki (telefony satelitarne) mają wielkość małego nesesera i umożliwiają poza komunikacją głosową (telefonowaniem) również wszelkie inne sposoby komunikacji (e-mail, dostęp do sieci komputerowych, wideo itp.)

### Satelity i ich oznaczenia
Pozycja satelitów Inmarsat może się zmieniać (stan na wrzesień 2004). Wszystkie satelity znajdują się ok. 35 800 km od powierzchni Ziemi (orbita geostacjonarna).
| Oznaczenie     | Pozycja  | Masa (z paliwem) | Masa (bez paliwa) | Data i czas startu (czas w UTC) | Rakieta nośna       |
| Inmarsat 2-F1  | 143°33′E | 1 310 kg         | 690 kg            | 30.10.1990 23:16:00             | Delta 6925          |
| Inmarsat 2-F2  | 98°02′W  | 1 310 kg         | 800 kg            | 08.03.1991 23:03:00             | Delta 6925          |
| Inmarsat 2-F3  | 142°02′W | 1 310 kg         | 800 kg            | 16.12.1991 23:19:48             | Ariane-44L          |
| Inmarsat 2-F4  | 109°02′E | 1 310 kg         | 800 kg            | 15.04.1992 23:25:27             | Ariane-44L          |
| Inmarsat 3-F1  | 64°E     | 2 068 kg         | ?                 | 03.04.1996 23:01:00             | Atlas II            |
| Inmarsat 3-F2  | 15°23′W  | ?                | ?                 | 06.09.1996 17:37:00             | Proton K / Blok-DM1 |
| Inmarsat 3-F3  | 178°12′E | 2 068 kg         | ?                 | 18.12.1996 01:57:00             | Atlas II            |
| Inmarsat 3-F4  | 53°56′W  | 2 068 kg         | ?                 | 03.06.1997 23:20:06             | Ariane-44L          |
| Inmarsat 3-F5  | 24°56′E  | 2 068 kg         | ?                 | 04.02.1998 23:29:00             | Ariane-44LP         |
| Inmarsat 4-F1  | 63°58′E  | 5 959 kg         | ?                 | 11.03.2005 21:42                | Atlas V (431)       |
| Inmarsat 4-F2  | 52°48′W  | 5 959 kg         | ?                 | 08.11.2005 14:07                | Zenit-3SL           |
| Inmarsat 4-F3  | 98°W     | 5 959 kg         | ?                 | 18.08.2008 22:43                | Proton M / Briz-M   |
| Inmarsat 4A-F4 | 25°E     | 6649 kg          | ?                 | 25.07.2013 19:54                | Ariane 5 ECA        |
| Inmarsat 5-F1  | 25°E     | 6649 kg          | ?                 | 8 grudnia 2013, 12:12           | Proton-M / Briz-M   |

### Serwis
- Inmarsat-A daje dostęp do telefonii, usług teleksowych i faksowych, jak też do systemu alarmowego o prędkości przesyłowej 9,6 – 64 kbit/s. Jest to jedyny analogowy kanał; pod koniec 2007 ma zostać wyłączony.
- Inmarsat-B posiada funkcjonalność Inmarsat-A, lecz architektura systemu opiera się na transmisji cyfrowej.
- Inmarsat-C jest kanałem asynchronicznym, przez który odbywa się np. komunikacja e-mailowa, teleksowa (tylko w trybie simplex, dostarczane są informacje meteorologiczne). W ramach systemu GMDSS zapewniony jest dostęp do informacji dotyczących bezpieczeństwa na morzu. Ze względu na użycie w tym systemie prostej, nieruchomej anteny i małe rozmiary urządzenia, Inmarsat-C był bardzo popularny na mniejszych jednostkach.
- Inmarsat-D+ ma podobną funkcjonalność jak Inmarsat-C, jednak z niższą prędkością przepływu informacji. Wyłączony w grudniu 2014 r.
- Inmarsat-E/E+ służy do odbioru wezwań z prośbą o pomoc, wysyłanych przez radiopławy EPIRB. Te sygnały są przesyłane przez satelitę do stacji naziemnych. Inmarsat-E+ jest rozwinięciem Inmarsat-E, w którym potwierdzenie odbioru wezwania o pomoc jest wysyłane do radiopławy. Ten serwis został zgodnie z decyzją IMO (MSC/Circ.1171 – 11/8/2005) dnia 01.12.2006 wstrzymany.
- Inmarsat-M służy do komunikacji głosowej, faksowej oraz wysyłania informacji z niewielką prędkością 2,4 – 4,8 kbit/s.
- Inmarsat-Mini-M zapewnia tę samą funkcjonalność, jednak przy mniejszym zasięgu geograficznym (spot beam w przeciwieństwie do global beam).
- Inmarsat-Fleet obejmuje kilka sieci: Inmarsat-Fleet77, Inmarsat-Fleet55 i Inmarsat-Fleet33. Te sieci służą do przesyłu różnego rodzaju informacji od wolnych połączeń głosowych po ISDN z prędkością 128 kbit/s.
- Inmarsat-BGAN (Fleet Broadband)
- Inmarsat Global Xpress